# Kabupaten de Lamongan
Pour les articles homonymes, voir Lamongan.
Le kabupaten de Lamongan, en indonésien Kabupaten Lamongan, est un kabupaten de la province de Java oriental. Son chef-lieu est la ville homonyme.

## Géographie
Le kabupaten est bordé :
- Au nord, par la mer de Java,
- À l'est, par le kabupaten de Gresik,
- Au sud, par ceux de Mojokerto et Jombang,
- À l'ouest, par ceux de Tuban et Bojonegoro.

## Histoire
Selon la tradition Rangga Hadi, un jeune homme du hameau de Cancing ou Ngimbang, devient le premier adipati (gouverneur) de Lamongan avec le titre de Tumenggung Surajaya. Il est élevé à cette dignité par le Sunan Giri IV de Mapel (Gresik) le 10e jour du mois musulman de Dzulhijah, soit le 26 mai 1569 de l'ère commune. Cette nomination faisait partie d'une stratégie destinée à empêcher le débarquement des Portugais, alors implantés à Malacca.

## Économie
Les activités principales sont l'agriculture, la pêche, et l'artisanat.

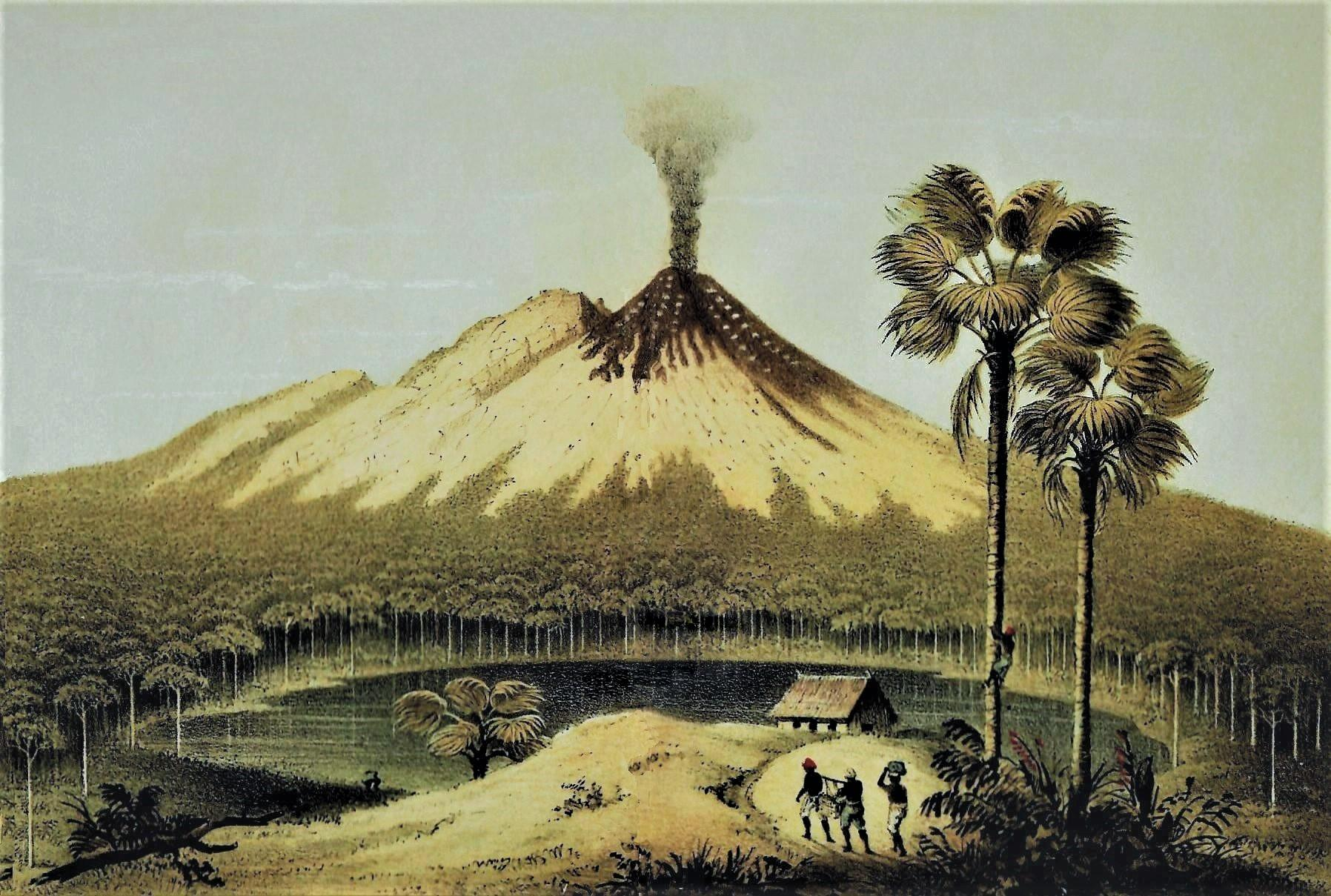
Le mont Lamongan par Franz Wilhelm Junghuhn

## Culture et tourisme
Lamongan possède une tradition dans laquelle c'est la famille de la fille qui demande le garçon en mariage. Cette tradition existe ailleurs en Indonésie, notamment en pays minangkabau, dans la province de Sumatra occidental.
Le cap de Tanjung Kodok est situé à 65 km de Surabaya, la capitale de la province de Java Est, à 6° 52′ S, 112° 20′ E. Il doit son nom à une formation rocheuse qui évoque une grenouille, kodok en javanais. On y trouve une plage.
À Lamongan se trouve la tombe de Sunan Drajat, un des neuf propagateurs de l'islam selon la tradition javanaise, les Wali Sanga. Son père, Sunan Ampel, un autre des Wali Sanga, l'avait envoyé en Aceh puis à la Mecque étudier l'islam. À son retour, il aurait enseigné la nouvelle religion sur la côte nord de Java, qu'on appelle le Pasisir, en particulier à Paciran près de Lamongan, où il est enterré. Sa tombe est un kramat, un lieu sacré javanais où les gens viennent en pèlerinage.
Une autre tombe à Paciran est celle de Sunan Sendang Duwur, mort en 1585. Située en haut d'une colline, elle est remarquable pour la décoration de ses portes d'entrée, qui combine les éléments hindou-javanais et musulmans. La porte extérieure est un candi bentar, portail sans linteau que l'on retrouve dans les temples balinais. La porte intérieure a le style paduraksa. Des sculptures sur bois ornent la tombe proprement dite. Les côtés du mur sont décorés de deux têtes de géant en pierre noire. La tombe est également un lieu de pèlerinage.